# William P. Carleton
William P. Carleton, parfois crédité William Carleton Jr. (né le 3 octobre 1872 à Londres et mort le 6 avril 1947 à Hollywood, en Californie) est un acteur britannique de théâtre et de cinéma, qui fit l'essentiel de sa carrière aux États-Unis.

## Biographie
William P. Carleton est apparu dans quarante films entre 1919 et 1944. Il est notamment connu pour son rôle de Richard Channing dans La Gamine (The Flapper) d'Alan Crosland (1920), pour celui d'Howard dans A Wife's Awakening de Louis Gasnier (1921) ou encore celui de John Hodder dans Les Rapaces d'Albert Capellani (1921). En 1936 il a tourné avec Stan Laurel et Oliver Hardy dans le film de James W. Horne et Charley Rogers La Bohémienne.
Il a été marié avec Toby Claude.
William P. Carleton est mort le 6 avril 1947 à Hollywood, à l'âge de 74 ans.

## Filmographie
- 1919 : The Spark Divine de Tom Terriss : Robert Jardine
- 1919 : A Society Exile (en) de George Fitzmaurice : Sir Ralph Newell
- 1920 : Le Héros du silence (The Copperhead) de Charles Maigne : Lieutenant Tom Hardy
- 1920 : The Amateur Wife d'Edward Dillon : Cosmo Spotiswood
- 1920 : His House in Order (en) d'Hugh Ford
- 1920 : La Gamine (The Flapper) d'Alan Crosland  : Richard Channing
- 1920 : Sous le masque d'amour (The Riddle: Woman) d'Edward José : Eric Helsingor
- 1921 : Les Rapaces (The Inside of the Cup) d'Albert Capellani : John Hodder
- 1921 : Good Women de Louis Gasnier : Sir Richard Egglethorpe
- 1921 : Les Caprices du cœur (Straight from Paris) de Harry Garson : John Van Austen
- 1921 : Behind Masks de Frank Reicher : Major Nigel Forrest
- 1921 : A Wife's Awakening de Louis Gasnier : Howard
- 1921 : Morals de William Desmond Taylor : Sir Marcus Ordeyne
- 1922 : The Law and the Woman de Penrhyn Stanlaws : Julian Rolfe
- 1922 : Bobbed Hair de Thomas N. Heffron : Paul Lamont
- 1922 : The Worldly Madonna d'Harry Garson : John McBride
- 1922 : Domestic Relations de Chester Withey : le juge James Benton
- 1922 : Notre Premier Citoyen (Our Leading Citizen) de Alfred E. Green : Oglesby Fendle, capitalist
- 1922 : The Danger Point de Lloyd Ingraham : James Benton
- 1923 : The Truth About Wives de Louis Gasnier : Alfred Emerson
- 1923 : The Tie That Binds de Louis Gasnier : Daniel Kenyon
- 1923 : Sinner or Saint de Louis Gasnier : Paul Reynolds
- 1923 : Homeward Bound de Ralph Ince : Sir Richard Egglethorpe
- 1924 : Half-a-Dollar Bill de W.S. Van Dyke : Captain Duncan McTeague
- 1932 : Charlie Chan's Chance de John G. Blystone : (non crédité)
- 1933 : Ann Vickers de John Cromwell : (non crédité)
- 1933 : Girl Without a Room de Ralph Murphy : (non crédité)
- 1935 : Rendezvous at Midnight de Christy Cabanne : Captain Duncan McTeague
- 1935 : The Perfect Clue  de Robert G. Vignola : Jerome Stewart (non crédité)
- 1935 : Les Misérables de Richard Boleslawski : le premier juge à Arras (non crédité)
- 1935 : Two Sinners d'Arthur Lubin : Heggie
- 1935 : Bad Boy de John G. Blystone : le colonel Good (non crédité)
- 1936 : The Adventures of Frank Merriwell de Clifford Smith : Charles Merriwell
- 1936 : La Bohémienne de James W. Horne et Charley Rogers : le comte Arnheim
- 1936 : The Return of Jimmy Valentine de Lewis D. Collins : Warden Keeley
- 1936 : The Border Patrolman de David Howard : Jeremiah Huntley
- 1939 : Mystery Plane de George Waggner : le commandant du navire
- 1939 : Boys' Reformatory d'Howard Bretherton : le juge Robert H. Scott
- 1940 : The Green Hornet Strikes Again! de Ford Beebe et John Rawlins : le père de Gloria (non crédité)
- 1944 : Le Président Wilson d'Henry King : un sénateur (non crédité)

## Théâtre
- 1919 : A Society Exile, The Oak Theater,  Seattle